# Elefantdjur
Elefantdjur (Proboscidea), äldre namn snabeldjur, är en ordning däggdjur med tre nulevande arter elefanter och många utdöda former.
De beräknas av en del taxonomer ha förekommit med över 350 arter, och dominerade under miljoner år jorden, representerade i alla världsdelar utom Australien och Antarktis.
Tillsammans med annan megafauna decimerades de starkt under den senaste istiden, när människan började dominera jorden med bland annat jakt.

## Utseende
Karakteristiskt för elefantdjur är förekomsten av en snabel och av betar som bildas av de mellersta framtänderna. Ursprungligen fanns betar i både över- och underkäken. Skallen är speciellt hos senare former kort och hög, skelettet kraftigt med pelarlika extremiteter och långben utan märghålor.
Fötterna har fem nagelförsedda tår som omger en central trampdyna. Kindtänderna har tvärgående rader av knölar eller tvärgående åsar. Hos gomphotherier och elefanter är kindtänderna starkt förstorade, och endast en eller två tänder är i bruk samtidigt i varje käkhalva. Hörntänder är tillbakabildade, och de sammanlagt 6 kindtänderna per käkhalva (3 premolarer och 3 molarer) spricker fram i tur och ordning under djurets hela livstid.

## Systematik

### Evolution

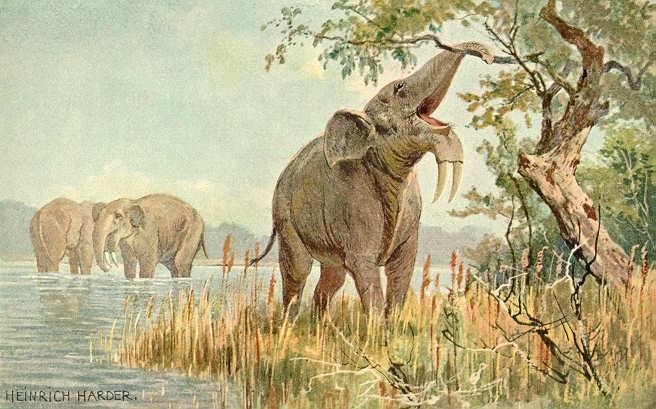
Deinotherium hade betar endast i underkäken, och det är mest troligt att de användes för att skala barken av träd.

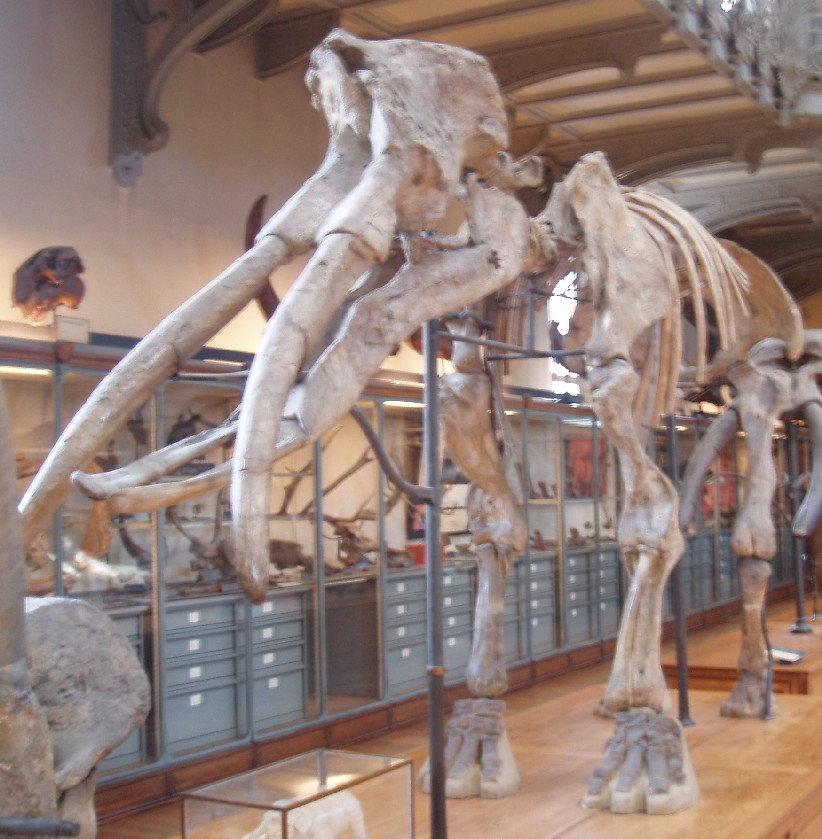
Gomphotherium hade liksom många av de tidiga elefantdjuren betar både i överkäken och underkäken. Den var ungefär 2 m hög.

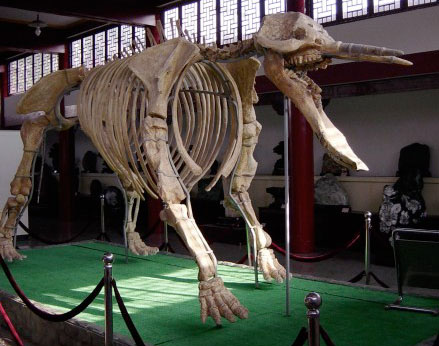
Hos Platybelodon var underkäkens betar omvandlade till platta skovlar som möjligen användes när djuret betade vattenväxter.

Elefantdjurens evolution är jämförd med många andra däggdjursgruppers välkänd. De utvecklades i Afrika men spreds efter tidig miocen för ca 18 miljoner år sedan över Europa, Asien och Nordamerika och nådde Sydamerika i pliocen för ca 5 miljoner år sedan. De äldsta fynden är Numidotherium från Algeriet, i lager från eocen (ca 50 miljoner år gamla). I övrigt är primitiva elefantdjur bäst kända från oligocena lager i Egypten, till exempel släktena Moeritherium, Palaeomaston och Phiomia, vilka är ca 35 miljoner år gamla. Elefantdjuren är närmast besläktade med sirendjur (sjökor) och utgör tillsammans med dem och vissa utdöda grupper tethysdjuren. I vidaste bemärkelse omfattar elefantdjuren åtta familjer, fördelade på fem underordningar, av vilka alla utom elefanter är utdöda (se tabellen).

### Familjer

#### Moeritherierna
Moeritheriidae, var tapirstora, kortbenta djur med lång kropp och tapirlik, kort snabel och stod antagligen gruppens ursprung nära.

#### Gomphotherierna
Gomphotheridae (40 milj. år sedan till 0,5 milj. år sedan), betraktas som stamgrupp till de avancerade elefantdjuren; de inkluderar det primitiva släktet Palaeomastodon men också ett stort antal specialiserade former, bland annat arter med skovelformade betar (till exempel i släktet Platybelodon). Kännetecknande för gomphotherierna är de svinliknande kindtänderna med många rader av trubbiga knölar.

#### Elephantidae
Elephantidae (ca 10 milj. år sedan till nutid), utvecklades ur gomphotherier via övergångsformer som Stegotetrabelodon. De kännetecknas av högkronade kindtänder där raderna av knölar är förenade till lameller som bildar tväråsar i tuggytan. Elefanterna saknar betar i underkäken och har långa extremiteter. De viktigaste släktena är Loxodonta, Elephas och Mammuthus, samtliga av afrikanskt ursprung. Släktet Loxodonta är bara känt från Afrika med en nu levande art, afrikansk elefant (L. africana). Släktet Elephas spreds till Europa och Asien för ca 3 milj. år sedan och finns numera endast i södra Asien med arten asiatisk elefant (E. maximus). Släktet Mammuthus omfattar de äkta mammutarna med spiralvridna betar. De förekom i större delen av Europa och Asien samt Nordamerika under pleistocen (2 milj. år sedan till ca 10 000 år sedan). Mest känd är den ullhåriga mammuten (M. primigenius), av vilken frusna kadaver har hittats i Sibirien, och den stora kejsarmammuten (M. imperator) som levde i Nordamerika söder om inlandsisen.

#### Mammutidae
Familjen Mammutidae, ibland Mastodontidae, (25 miljoner år sedan till 10 000 år sedan) omfattar sitt namn till trots inga mammutar, utan de är de så kallade äkta mastodonterna, kännetecknade av kindtänder med tvärgående åsar. Den sista kvarlevande arten var den nordamerikanska mastodonten (Mammut americanum), som var vanlig till slutet av pleistocen.

#### Stegodontidae
Stegodontidae (10 miljoner år sedan till sen pleistocen), utvecklades troligen ur äkta mastodonter i Östasien och återinvaderade Afrika upprepade gånger. Liksom elefanterna hade de en hög skalle, saknade betar i underkäken och hade kindtänder som var starkt förlängda men lågkronade.

#### Deinotherierna
Deinotheriidae (miocen till mellersta pleistocen, 20 milj. år sedan till 1 milj. år sedan), skilde sig från alla andra elefantdjur genom att de saknade betar i överkäken men i stället hade ett par nedåtböjda betar i underkäken.

#### Övriga familjer
Elefantdjur i vid bemärkelse omfattar dessutom följande familjer:
- Anthracobunider (Anthracobunidae) utdöd
- Moeritherier (Moeritheriidae) utdöd
- Gomphoterier (Gomphotheriidae) utdöd
- Deinotherier (Deinotheriidae) utdöd
- Barytherier (Barytheriidae) utdöd